# Acomys wilsoni
Acomys wilsoni es una especie de roedor de la familia Muridae.

## Distribución geográfica
Se encuentra en Etiopía, Kenia, Somalia, Sudán del Sur, Tanzania y Uganda.

## Hábitat
Su hábitat natural son: Sabanas, matorral árido, Clima tropical o Clima subtropical y zonas rocosas.